# Brätte

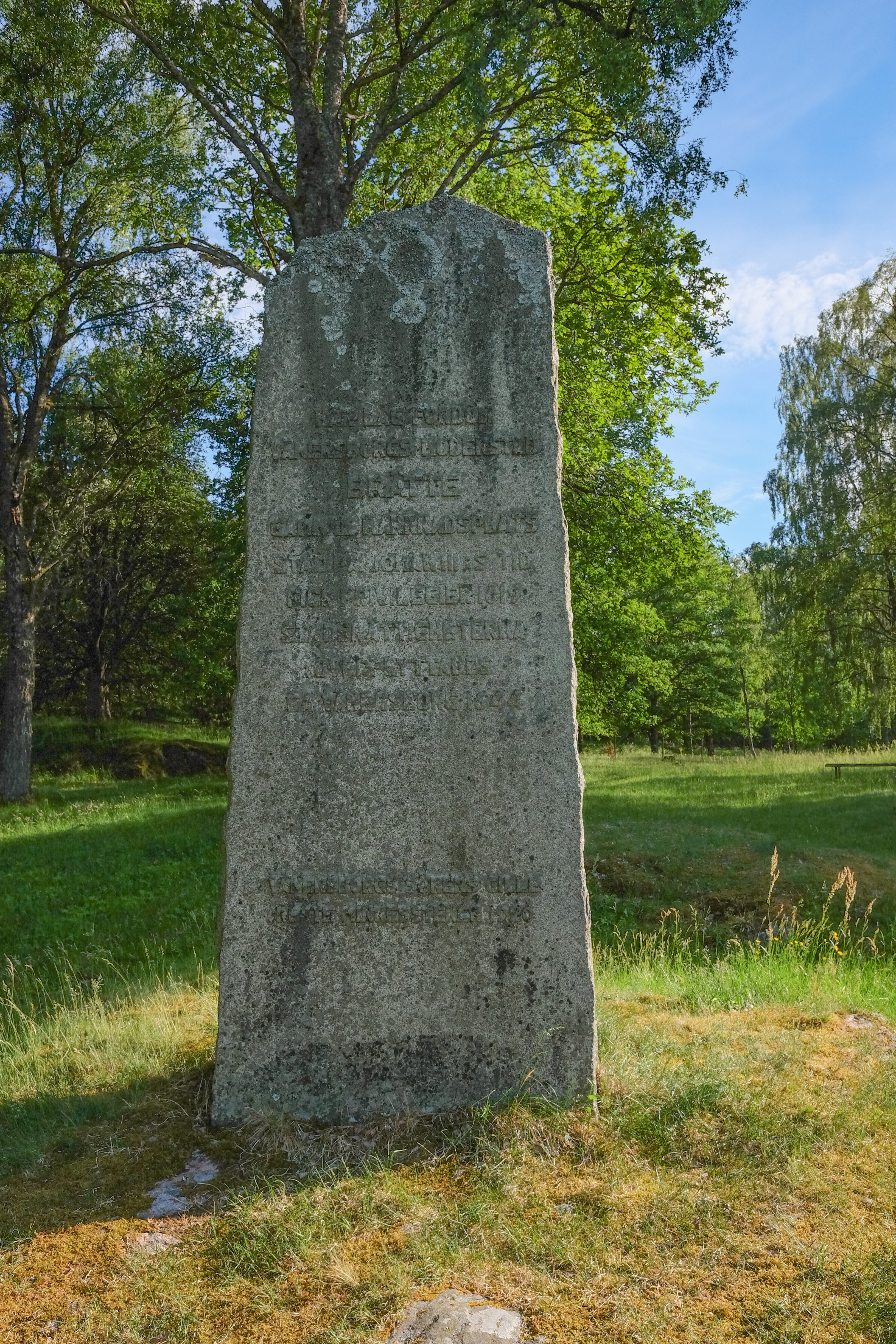
Minnessten över staden Brätte.

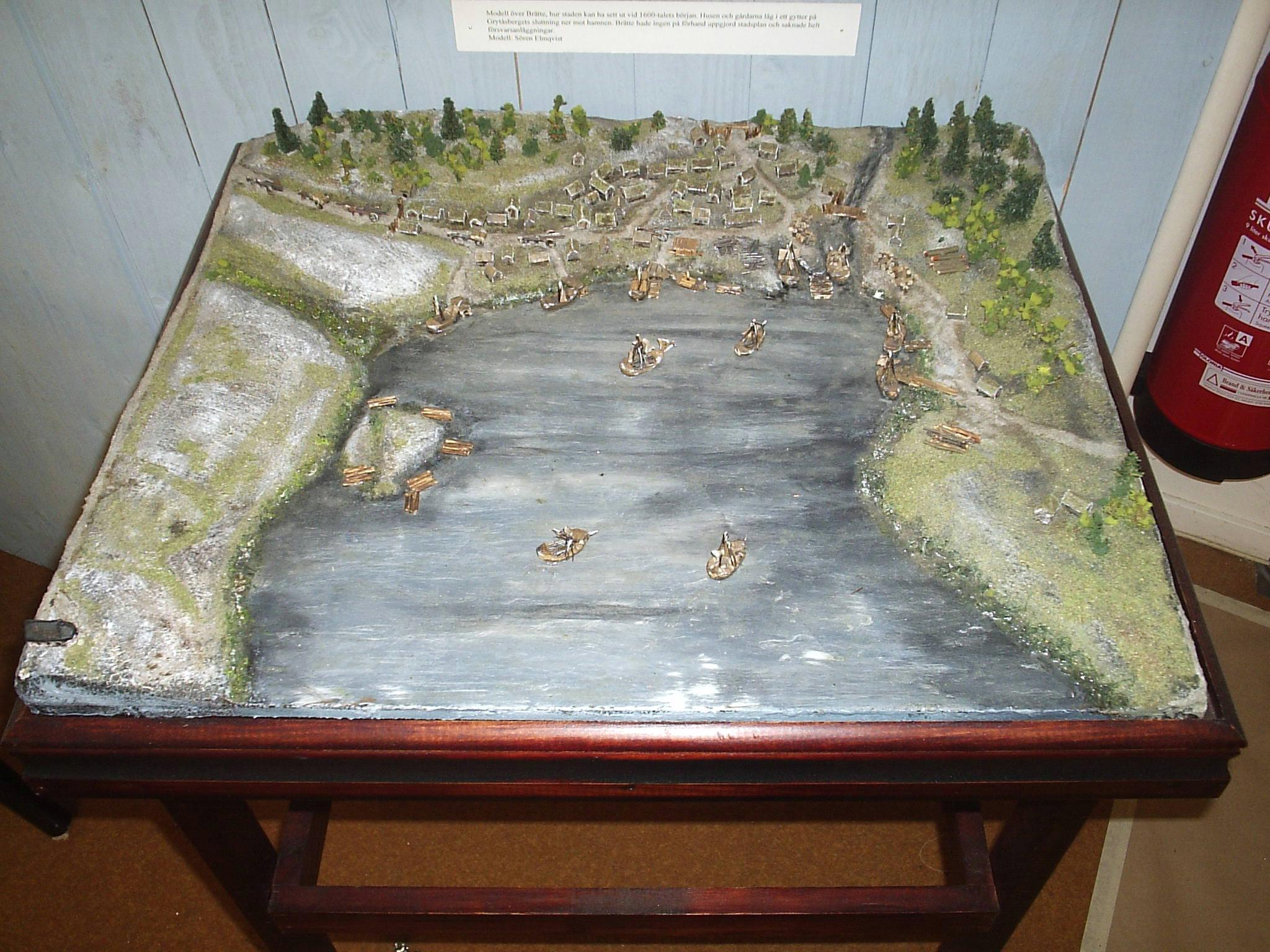
Modell av hur Brätte kan ha sett ut vid 1600-talets början. Husen och gårdarna låg i ett gytter på Grytåsbergets sluttning ner mot hamnen. Brätte hade ingen på förhand uppgjord stadsplan och saknade helt försvarsanläggningar.

Brätte var en svensk stad vid Vänerns sydligaste vik, det som idag är sjön Vassbotten. Staden, som inledningsvis hette Vassända, blev föregångare till dagens Vänersborg. På 1580-talet fick man stadspriviliegier, och 60 år senare flyttade invånarna till det nyanlagda Vänersborg.

## Historia

### Bakgrund
Det är oklart när Brättes historia börjar, men det var en handelsplats i början av 1500-talet. Namnet Brätte nämns första gången 1556. Platsen hade ett strategiskt läge eftersom fallen i Göta älv vid Rånnum (nuvarande Vargön) och Trollhättan tvingade sjöfarten på Vänern att lasta om sina varor där för landtransport förbi fallen på den så kallade Edsvägen. Dessutom gick vägen från det då norska Bohuslän mot Skara och vägen från Dalsland förbi platsen. 

### Vassända och Brätte
Någon gång mellan 1580 och 1586 fick Brätte stadsprivilegier. Staden hette från början Vassända.
Under Kalmarkriget (1611–1613) erövrades Nya Lödöse av danskarna, och ett flertal av stadens borgare flyttade till närliggande köpstäder. De flesta av dem flyttade till Brätte vars invånarantal ökade från 200 till 450. När Nya Lödöse blev danskt fick Brätte ta över rollen som landets enda utskeppningsort i väster fram till 1619, då Sverige fick tillbaka de förlorade områdena vid Älvsborgs andra lösen.

### Brätte till Vänersborg
Tre saker gjorde det omöjligt för Brätte att överleva som stad:
- Den låg dåligt till från militär synpunkt.
- Sjön Vassbotten grundades upp så att skeppen inte kunde gå i hamn.
- Expansionsmöjligheter saknades.

Det hade redan tidigare gjorts försök att flytta staden, 1560 av Gustav Vasa och några år senare av Erik XIV. Nästa försök gjordes 1610 av Karl IX, sedan sex av stadens 22 gårdar brunnit ned. Problemet var att den tilltänkta platsen, Huvudnäs, var i privat ägo.
År 1641 kom man dock fram till ett avtal och ägorna löstes in. Brätteborna kunde då börja bygga sin nya stad, och den 1 februari 1644 utfärdade drottning Kristinas förmyndarregering privilegier för Vänersborgs stad. De sista invånarna lämnade Brätte 1647.
Brätte stadsförsamling bröts ut ur Vassända församling omkring 1600 och gick upp i Vänersborgs stadsförsamling 1644.

### Utgrävningar
Arkeologiska utgrävningar gjordes bland annat 1918 och 1943, och det är idag möjligt att se lämningarna efter staden. En stor del av föremålsfynden kan beses på Vänersborgs museum, där även en modell gjord av Sören Elmqvist som föreställer Brätte i början av 1600-talet finns. 